# Qプラス
『Qプラス』（キュープラス）は、2013年4月1日から2022年6月3日まで琉球朝日放送（QAB）で平日夕方に放送されていた沖縄県向けのローカルニュース番組。

## 概要
QABが開局翌日から2013年3月29日まで放送してきた『ステーションQ』の後継番組で、18時25分から5分間沖縄の天気を伝える「WeatherQ+」（ウェザー・キュープラス）と、18時30分から19時までローカルニュースを伝える「NewsQ+」（ニュース・キュープラス）の2部構成となっている。新聞の番組表ではそれぞれ分けて表記されているが、EPG上では、この2つが「Qプラス」とコンプレックス形式でひとまとめにされている。
また番組内では週替わりのプレゼント（美術展、音楽コンサート他文化系イベントへの鑑賞券など）が行われている。
2018年4月2日から『シリタカ!』が18:15 - 18:25まで放送され、番組表では従来の番組名の『スーパーJチャンネル九州・沖縄』と表示している。『シリタカ!』とはステーションブレイク無しで接続する。
2019年3月29日で『シリタカ!』のブロックネット枠が終了。その為、本番組を10分拡大し18:15からの放送となる。

## 番組の終焉
2022年春の編成抜番組は2022年6月3日放送分をもって終了し、9年2か月の歴史に幕を下ろした。後継番組は2022年6月6日より放送を開始した『CATCHY（キャッチー）』。当番組の流れを引き継ぐニュースパート「NEWS CATCHY」は当番組と同じ時間で第2部として放送し、木・金のサブ司会だった山城を除く全員が新番組の司会者として続投する。

## 放送時間
いずれもJST、毎週月曜 - 金曜。
- 2013年4月1日 - 2019年3月29日 番組全体は18:25 - 19:00
  - 18:25 - 18:30（WeatherQ+）
  - 18:30 - 19:00（NewsQ+）
- 2019年4月1日 - 2022年6月3日 18:15 - 19:00
  - 番組本編は18:52:45で終了し、18:55からはお天気Qごろ〜が放送されている。
  - 2020年7月20日 - 23日は、琉球朝日放送の社内で新型コロナウイルス感染者が発生したことを受け、番組制作体制が縮小されたのに伴い、17:33 - 17:45に繰り上げ・短縮（「お天気Qごろ〜」も70分繰り上げ〈17:45 - 17:50〉）[1]。17:50 - 19:00は『スーパーJチャンネル』18時台を関東ローカル枠も含め臨時フルネットで放送した（「633ドラえもんorクレヨンしんちゃん天気〈関東地方の天気予報〉」も差し替え無しでそのまま放送）。なお、同月24日は開始時刻こそ通常通りではあったが、18:30から『ミュージックステーション3時間半スペシャル』を放送した関係で18:25までの短縮放送となった（「お天気Qごろ〜」は30分繰り上げ〈18:25 - 18:30〉）。

## 「NewsQ+」の日替わりコーナー

### 月曜
- 「Q+スポーツ部」
  - 沖縄県内のスポーツニュースを伝える。担当は沼尻

### 火曜
- 「VIVA!うちなーむん」（隔週）
  - 沖縄県内の農水産物、特産品の紹介。
- 「走れ!サツタン」（随時）
  - 警察担当記者によるレポート。
- 「検証・動かぬ基地」（随時）

### 水曜
- 「旬なニュースを取り上げるQリポート」
  - 記者レポート。
- 「あぶない長寿の島」（随時）

### 木曜
- 「リュウキュウの自然」（隔週）
  - 沖縄の動植物を動物写真家の湊和雄が紹介する。
- 「楽園の海」（隔週）
  - 沖縄の海中の生き物達を水中カメラマンの長田勇が紹介する。

### 金曜
- 「熱血!つり塾」 
  - 沖縄各地の釣りスポットを取材し、その攻略法を解説。山城淳（塾長）、大城耕、田袋智恵里が交代で担当。

## 出演者

### WeatherQ+
- 仲宗根朋美（気象予報士）

### NewsQ+
メインキャスター
月曜・火曜・水曜
- 中村守
- 金城美優

木曜・金曜
- 沼尻和樹
- 山城咲貴

#### コーナー担当
- 沼尻和樹（Q＋スポーツ部担当）

## 過去の出演者

### メインキャスター
| 期間      | 期間      | 男性       | 男性     | 男性       | 女性                     | 女性                     | 女性                     | 女性                     |
| 期間      | 期間      | 月曜・火曜 | 水曜     | 木曜・金曜 | 月曜                     | 火曜                     | 水曜                     | 木曜・金曜               |
| --------- | --------- | ---------- | -------- | ---------- | ------------------------ | ------------------------ | ------------------------ | ------------------------ |
| 2013.4.1  | 2014.3.28 | 棚原勝也   | 棚原勝也 | 草柳悟堂   | 三上智恵                 | 三上智恵                 | 三上智恵                 | 比嘉鈴代                 |
| 2014.3.31 | 2014.8.1  | 棚原勝也   | （不在） | 草柳悟堂   | 倉持恵美                 | 中川栞                   | 倉持恵美                 | 倉持恵美                 |
| 2014.8.4  | 2015.9.25 | 棚原勝也   | 草柳悟堂 | 草柳悟堂   | 真喜屋美樹               | 真喜屋美樹               | 中川栞                   | 倉持恵美                 |
| 2015.9.28 | 2016.4.1  | （不在）   | （不在） | （不在）   | 中川栞 比嘉鈴代 倉持恵美 | 中川栞 比嘉鈴代 倉持恵美 | 中川栞 比嘉鈴代 倉持恵美 | 中川栞 比嘉鈴代 倉持恵美 |
| 2016.4.4  | 2017.3.31 | 謝花尚     | 謝花尚   | 草柳悟堂   | 中川栞                   | 中川栞                   | 中川栞                   | 比嘉鈴代                 |
| 2017.4.3  | 2019.9.27 | 謝花尚     | 謝花尚   | 草柳悟堂   | 伊波紗友里               | 伊波紗友里               | 伊波紗友里               | 比嘉鈴代                 |
| 2019.9.30 | 2022.6.3  | 中村守     | 中村守   | 沼尻和樹   | 金城美優                 | 金城美優                 | 金城美優                 | 山城咲貴                 |

### コーナー担当
- 川村美保